# The Wedding Banquet
The Wedding Banquet è un film del 2025 scritto e diretto da Andrew Ahn.
La pellicola è un remake del film Il banchetto di nozze di Ang Lee (1993).

## Produzione
Nell'aprile 2024 è stato annunciato che Andrew Ahn avrebbe diretto e scritto a quattro mani con James Schamus (già co-sceneggiatore de Il banchetto di nozze) un remake del film di Ang Lee ambientato nella comunità asiatica e queer di Seattle. Contestualmente, fu annunciata la partecipazione al film di Lily Gladstone, Kelly Marie Tran, Bowen Yang, Joan Chen e Youn Yuh-jung.
Le riprese principali si sono svolte a Vancouver dal 27 maggio al 28 giugno 2024.

## Promozione
Il primo trailer è stato diffuso il 17 marzo 2025.

## Distribuzione
Il film è stato presentato in anteprima mondiale il 17 gennaio 2025 al Sundance Film Festival, prima di essere distribuito nelle sale statunitensi il 18 aprile seguente.

## Accoglienza
L'aggregatore di recensioni Rotten Tomatoes riporta un indice di gradimento dell'87%.